# 傑姆法斯克鎮區 (密歇根州)
傑姆法斯克鎮區（英語：Germfast Township）是位於美國密歇根州斯庫克拉夫特縣的一個行政鎮區。

## 地方資料
傑姆法斯克鎮區的面積為185.52平方千米，當中陸地面積為172.05平方千米，而水域面積為13.47平方千米。根據2020年美國人口普查的數據，當地共有人口469人，而人口密度為每平方千米2.53人。